# Petto escavato
Il  petto escavato (pectus excavatum o torace a imbuto) è un'anomalia congenita della gabbia toracica, a livello del piano sterno-costale, che consiste in un'angolatura dello sterno verso l'interno, in direzione della colonna vertebrale.
Il petto escavato si presenta come un incavo anteriore corrispondente alla piegatura verso l'interno delle cartilagini costali, che risulta più accentuata in quelle inferiori. Può essere simmetrica o asimmetrica. Spesso coesiste una prominenza addominale più o meno marcata a seconda dell'entità del difetto.
Altre evidenze posturali possono essere le spalle cadenti e una lieve ipercifosi.
La malformazione non interessa le coste, che risultano al contrario perfettamente conformate. Nei soggetti di sesso femminile, l'anomalia si accompagna a volte ad un'asimmetria nello sviluppo di una delle mammelle, normalmente la destra.
Il pectus excavatum genera problemi legati alla depressione del torace. Oltre ai problemi estetici di carattere psicologico che possono essere notevoli soprattutto nell'adolescente in fase di riconoscimento e confronto della propria immagine con quella dei coetanei, il pectus excavatum - in particolare quello di grado severo - può compromettere in modo sostanziale l'attività cardio-respiratoria. I problemi di carattere fisiologico possono peggiorare con l'avanzare dell'età se il paziente non viene operato nell'infanzia perché le ossa si solidificano.

## Epidemiologia
La forma congenita si presenta con frequenza tre volte superiore nei maschi. La sua incidenza, pari a 1 su 300-400 persone, ne fa la più frequente tra le malformazioni toraciche.

## Sintomatologia
La patologia è essenzialmente asintomatica. Nei rari casi in cui ricorrono sintomi e segni clinici, questi consistono generalmente in dolore e precordialgie, che compaiono soltanto dopo ripetuti sforzi negli anni. In casi gravi si assiste a comparsa di aritmie e sincope.
In alcuni casi, pur in assenza di sintomi, non va tuttavia trascurato il quadro psicologico e comportamentale, fortemente variabile da soggetto a soggetto e influenzato anche dalla percezione dei genitori: alcuni bambini, o bambine, mostrano repulsione per tutte quelle situazioni che comportano l'esibizione del petto nudo, circostanze molto comuni in spiaggia, in piscina o nella pratica di diverse attività sportive, con una distorta percezione della propria immagine e l'espressione di un disagio psicologico e comportamentale più o meno accentuato, che può spingersi fino al netto rifiuto di alcune tra le normali attività prima citate.

## Eziologia
Le cause non sono certe: fra le varie ipotesi ve ne sono alcune che riguardano un'anomalia dello sterno o del diaframma e altre secondo cui la patogenesi sarebbe dovuta a un'anomala crescita condro-costale, eccessiva e asimmetrica, con spostamento inferiore dello sterno. La teoria dell'eccessivo accrescimento condro-costale è contestata da recenti studi dove si è rilevata una lunghezza inferiore, non superiore, al gruppo di controllo, ma è al tempo stesso riconfermata da altri autori.
Altra teoria riguarda l'anatomia e l'inserzione del muscolo grande pettorale, statisticamente più alta in soggetti affetti da PE rispetto a soggetti sani.
In molti casi l'anomalia mostra familiarità e, in circa il 15% dei casi, il paziente risulta affetto da una forma di scoliosi. Nel 2% la malformazione si associa a una cardiopatia.
Se ne registrano anche alcune forme non congenite, in soggetti affetti da anomalie dell'apparato respiratorio, come patologie retraenti croniche (ad es. displasia bronco-polmonare) o pazienti affetti da patologie ostruttive delle alte vie respiratorie.
In alcuni casi, soprattutto in soggetti di sesso maschile, il quadro clinico registra il pectus excavatum insieme a una forma severa di scoliosi: in tal caso si rende necessario esperire ulteriori e approfondite indagini, per escludere o accertare la presenza della sindrome di Marfan, patologia che può essere associata a questo peculiare quadro clinico.

## Esami

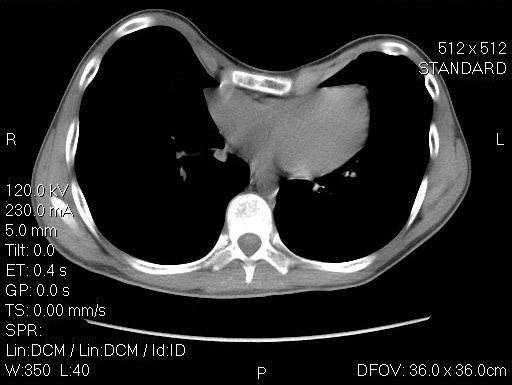
TAC di una sezione di un torace a imbuto.

Per la corretta diagnosi, che è essenzialmente ispettiva, è necessaria l'auscultazione del torace. Durante l'inspirazione profonda può essere apprezzato l'anomalo rientro dell'articolazione manubrio-sternale. L'indagine successiva si può giovare di esami radiografici, in grado di evidenziare meglio l'anomalia e l'entità della consequenziale deviazione al mediastino. Altre indagini possono rivelarsi utili per lo screening dei pazienti da sottoporre a soluzione chirurgica: Tomografia assiale computerizzata cardio-toracica e prove cardio-respiratorie sotto sforzo.

## Terapia
Nei casi gravi, in cui lo si ritenga necessario, esiste la possibilità di intervenire con un trattamento chirurgico, con tecnica tradizionale (invasiva) o con una più recente tecnica miniinvasiva. Le tecniche chirurgiche si risolvono con ottimi risultati: marcata riduzione dei sintomi eventualmente presenti e prevenzione di eventuali complicanze. Esiste peraltro una recente tecnica non chirurgica, che prevede l'applicazione di un presidio esterno sotto vuoto. Il dispositivo, chiamato Vacuum Bell (campana a vuoto d'aria), è stato inventato da un tedesco, che ha curato il suo stesso difetto con questo metodo. Nonostante non vi siano ancora sufficienti studi a lungo termine, questo metodo ha dato risultati promettenti.
Talvolta l'intervento chirurgico viene eseguito anche nelle forme asintomatiche, a soli fini estetici. A quest'ultimo fine esistono peraltro anche specifici interventi in grado di ottenere la sola correzione estetica, senza incidere sulla morfologia dello sterno. La deformazione viene corretta con un impianto in silicone personalizzato, realizzato mediante tecnologia CAD (progettazione assistita da computer). L'impianto si adatta perfettamente all'anatomia del paziente, garantendo buoni risultati morfologici con rischi minimi.

### Tecniche non chirurgiche

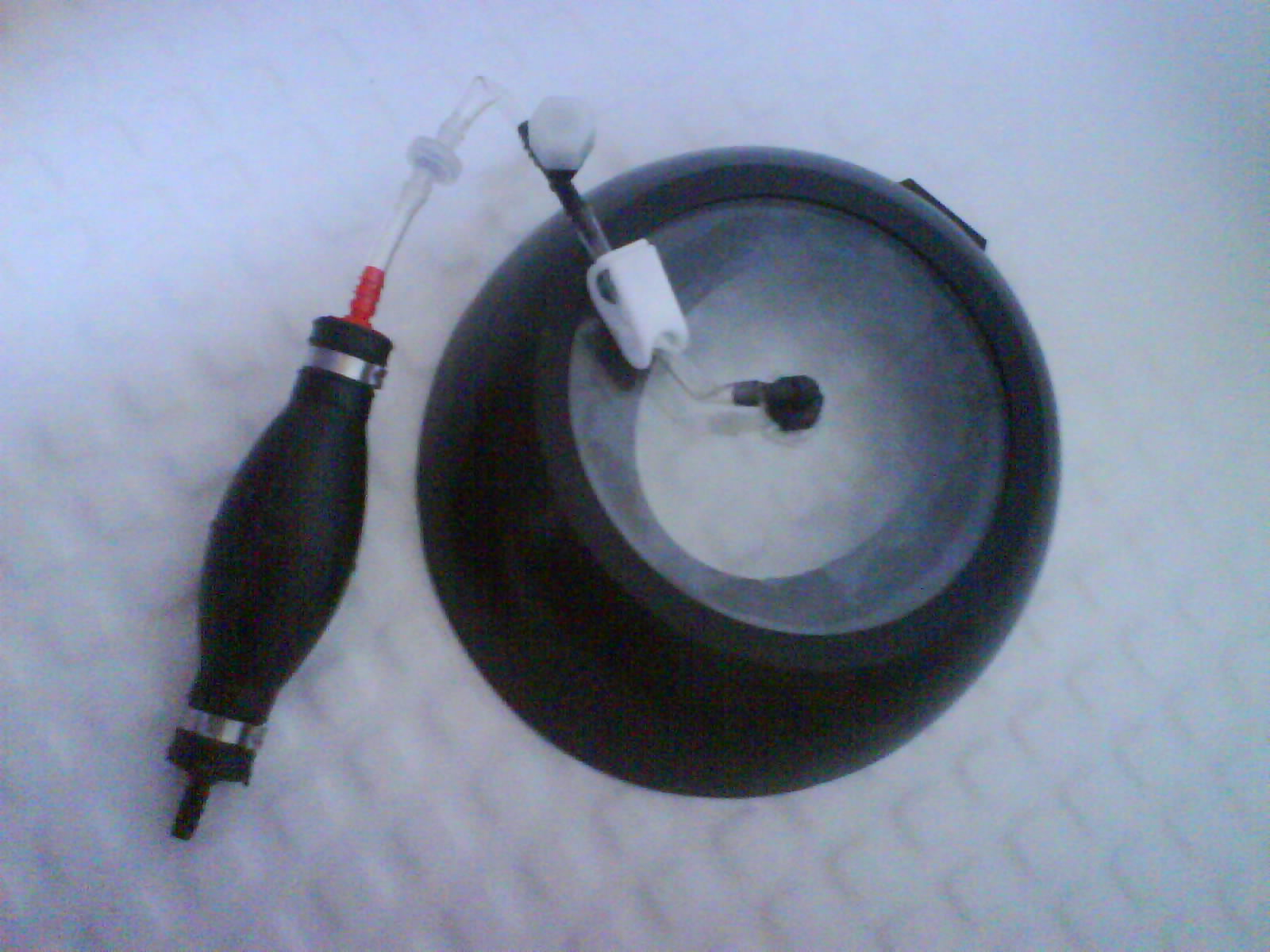
Una delle versioni in commercio della ventosa di Klobe (produttore: Costa).

La cura del pectus excavatum può avvalersi di approcci fisioterapici o di terapie che intervengono sulla postura.

#### Vacuum bell
Esiste inoltre una tecnica non chirurgica, di interesse abbastanza recente, prescritto in molti ospedali in Germania, che prevede il semplice utilizzo esterno di una presidio di correzione consistente in una ventosa a campana (vacuum bell) chiamata ventosa Klobe, dal nome del suo inventore, un ingegnere tedesco colpito dalla malformazione. La ventosa viene applicata per periodi di durata variabile, a seconda del caso clinico. I risultati ottenuti con questa tecnica, su pazienti accuratamente selezionati, sembrano piuttosto promettenti, anche se manca ancora uno studio sugli effetti benefici di lungo periodo. Il dispositivo può essere d'aiuto anche durante l'applicazione della barra metallica, nella metodologia chirurgica mini-invasiva (MIRPE).
Nel 2012 il ventosa a campana è stato migliorato e mostra potenziale come una cura permanente per questa condizione.

### Terapie chirurgiche

#### Pectus Up: correzione extratoracica
Pectus Up, sviluppato da Ventura Medical Technologies in collaborazione con il Servizio di Chirurgia Pediatrica dell'Ospedale Parc Taulí, è una tecnica chirurgica che ha significato un'importante innovazione tecnologica nel campo della chirurgia toracica per il trattamento del Pectus Excavatum, in quanto si tratta di un metodo estratoracico che offre una soluzione minimamente invasiva che riduce notevolmente la complessità e i rischi dell'intervento. Il tempo di recupero successivo è più breve e i pazienti trattati con Pectus Up evidenziano la bassa presenza di dolore e la rapida integrazione nella vita quotidiana.
Il metodo consiste nel praticare una piccola incisione nella zona con la maggiore depressione dello sterno. A livello sottopettorale, si crea abbastanza spazio per introdurre la placca e poi posizionarla. Il passo successivo è quello di fare un buco nello sterno senza passare attraverso di esso, così si utilizza una punta di trapano con limitatore, e posizionare il sistema di sollevamento in quel buco. Lo sterno viene quindi rialzato fino a che tocca la placca e il sistema viene fissato allo sterno stesso. L'impianto deve rimanere nel paziente per un periodo minimo di tre anni, dopo questo tempo, può essere rimosso attraverso la stessa incisione anche extratoracica.

#### Tecnica tradizionale (Ravitch)
La tecnica tradizionale interviene tramite rimozione delle cartilagini costali, liberando in tal modo lo sterno e fissandolo successivamente.

#### Tecnica mini-invasiva

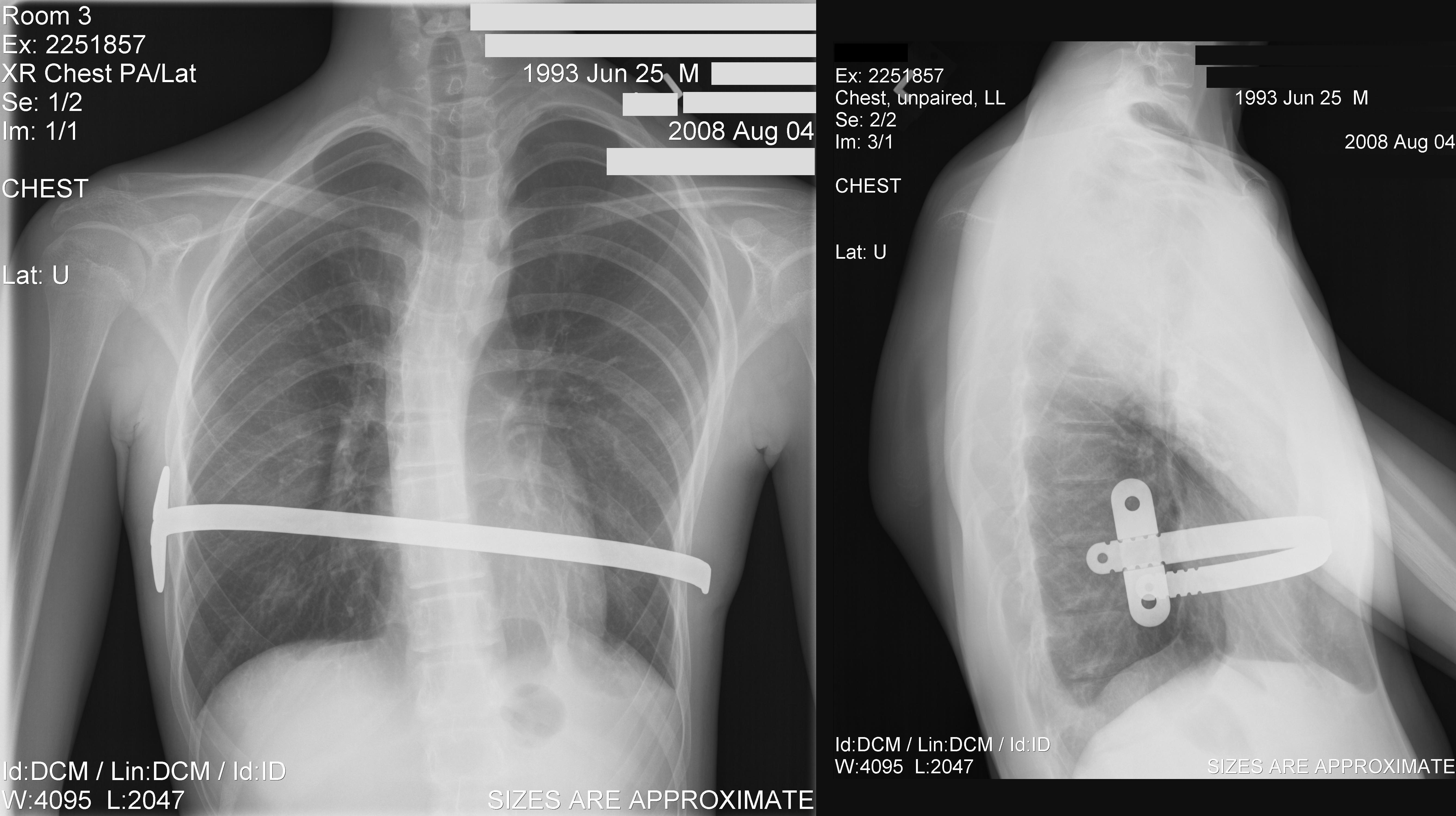
Radiografia toracica di un maschio quindicenne, sottoposto alla tecnica operatoria di Nuss.

In tempi recenti, circa dal 1998, è stato messa a punto una tecnica operatoria mini-invasiva, attualmente molto ben consolidata, che non prevede l'apertura del torace. La prassi chirurgica è indicata in letteratura scientifica come tecnica di Nuss, dal nome del suo ideatore, il dr. Donald Nuss, o MIRPE, acronimo per Minimally Invasive Repair of Pectus Excavatum. L'intervento prevede l'applicazione di un sostegno sottosternale: si tratta di una flangia appositamente conformata, realizzata in acciaio chirurgico (sostituito dal titanio, in caso di conclamata allergia al nichel), che viene inserita attraverso due piccole incisioni (circa 3–5 cm) praticate ai due lati dello sterno. L'intervento per il posizionamento della barra è assistito da toracoscopia.
I chirurgi della Helios Kliniken, si parla di cifre maggiori ad i mille interventi Nuss per chirurgo, non utilizzano stabilizzatori che reputano causa di inutili complicazioni se l'impianto viene sagomato e fissato correttamente.
L'effetto della correzione è visibile subito dopo l'applicazione. La rimozione della barra avviene, a seconda dei casi, dopo 24-36 mesi, 12 mesi invece negli Stati Uniti. La tecnica MIRPE è praticata anche in Italia, da alcune équipe operanti in poli pediatrici come l'ospedale Gaslini di Genova, l'ospedale pediatrico Meyer di Firenze o l'ospedale pediatrico Bambino Gesù di Roma.
La degenza è di breve durata per soggetti in fase di formazione ossea, 4-6 giorni; 10-20 giorni o più per soggetti adulti.
Questo intervento risulta essere particolarmente doloroso per soggetti adulti sviluppati.
Un impianto correttamente ancorato, senza stabilizzatori, permette di effettuare qualsiasi tipo di sport, anche estremo, dopo un solo mese dall'intervento; la presenza di stabilizzatori limita invece la capacità di movimento degli arti superiori e causa dolori al muscolo grande dentato anteriore.
Da considerare la migrazione degli impianti di Nuss, se l'operazione viene effettuata da equipe mediche non specializzate o prive di rilevante esperienza. In questo caso il dolore aumenta a causa della migrazione dell'impianto all'interno della cassa toracica.
Pericoli della tecnica mini-invasiva
Una volta migrata la barra, il decesso ai danni del sistema cardiaco, può essere causato da un banale urto o da uno starnuto.
In caso di dislocamento delle barre è vivamente sconsigliata la rimozione da parte della stessa equipe medica che non è stata in grado di ancorarle correttamente: la rimozione degli impianti dislocati risulta estremamente complicata anche per chirurghi esperti.
In caso di dislocamento constatato è consigliato rivolgersi a chirurghi come il Dr. Klaus Schaarschmidt, con esperienza superiore a 1000 interventi Nuss ed ottima esperienza nella delicata rimozione di impianti migrati.

#### Interventi puramente estetici
Nel caso in cui la malformazione non sia associata a patologie del cuore o dell'apparato respiratorio è possibile intervenire, per soli fini estetici, per risolvere le conseguenze di ordine psicologico. Se non è necessaria la correzione chirurgica della malformazione, il risultato estetico può essere più agevolmente raggiunto mediante l'inserzione nella cavità di materiali autologhi, come il grasso (lipofilling), o di altri materiali sintetici. Purtroppo il risultato non è sempre quello desiderato e una indagine psicologica postoperatoria è tuttora mancante.

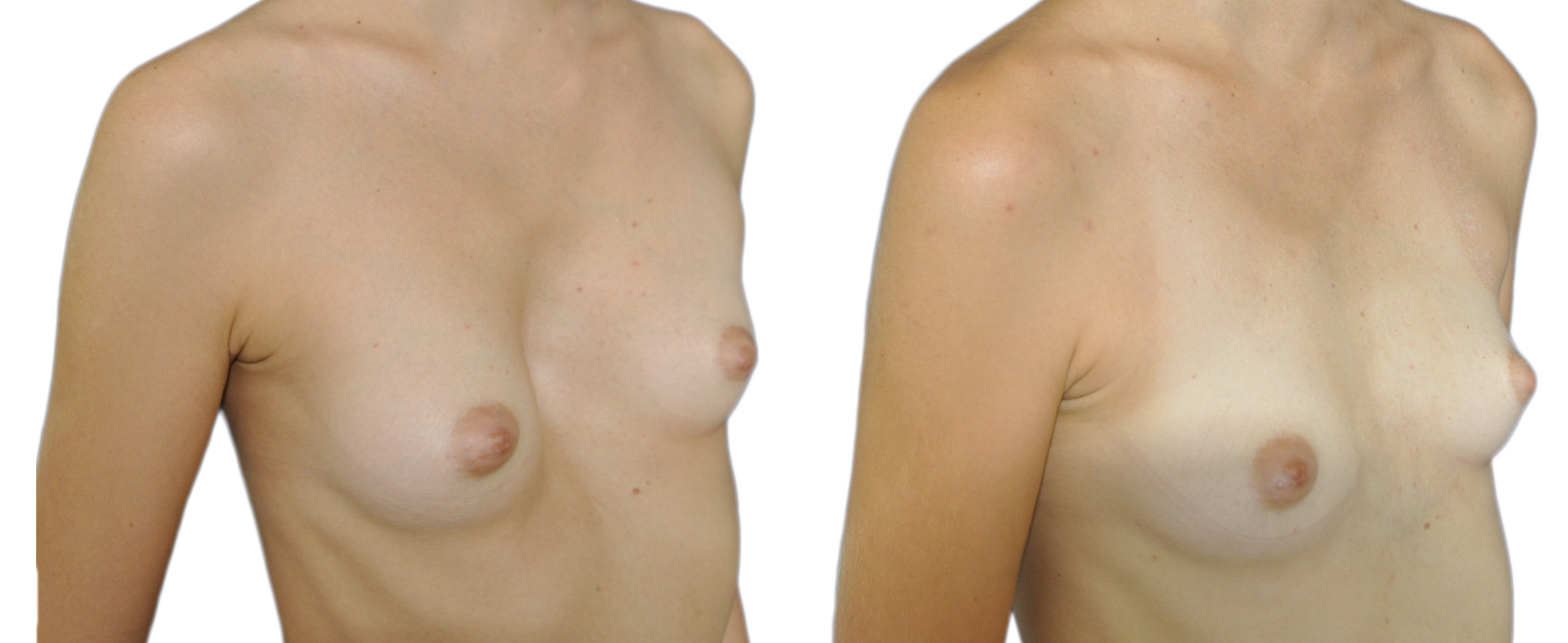
Donna con Petto Escavato con impianto personalizzati

L'impianto consente di trattare il pectus excavatum da un punto di vista puramente morfologico. L'applicazione di impianti personalizzati è oggi un punto di riferimento, in quanto si tratta di una procedura semplice, affidabile, minimamente invasiva e dai risultati esteticamente gradevoli. Tuttavia, questa procedura non pretende di correggere gli eventuali problemi cardiaci e respiratori che, in casi molto rari, possono insorgere come conseguenza del pectus excavatum. Per le donne affette da pectus excavatum, la potenziale asimmetria del seno può essere parzialmente o completamente corretta mediante questa procedura.

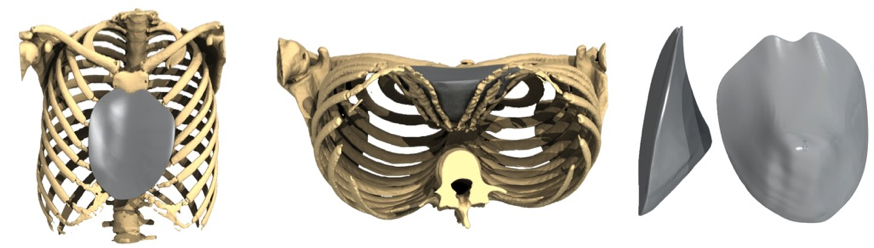
Immagine 3D di impianto per il trattamento dell petto escavato

Per la progettazione degli impianti, è possibile utilizzare un processo che si basa sulla creazione di un calco in gesso, direttamente sulla pelle del torace del paziente. L'evoluzione dell'imaging medicale e della tecnologia CAD (progettazione assistita da computer) oggi consente di progettare impianti 3D personalizzati direttamente sulla gabbia toracica, assicurando pertanto una maggiore precisione, un più semplice posizionamento sottocutaneo e una forma adattata a ogni paziente.
Gli impianti sono realizzati in gomma siliconica medica, un materiale resistente all'invecchiamento e infrangibile (diverso dal gel di silicone utilizzato per le protesi mammarie). Questi impianti durano per la vita (salvo in caso di reazioni avverse) e non sono visibili esternamente.

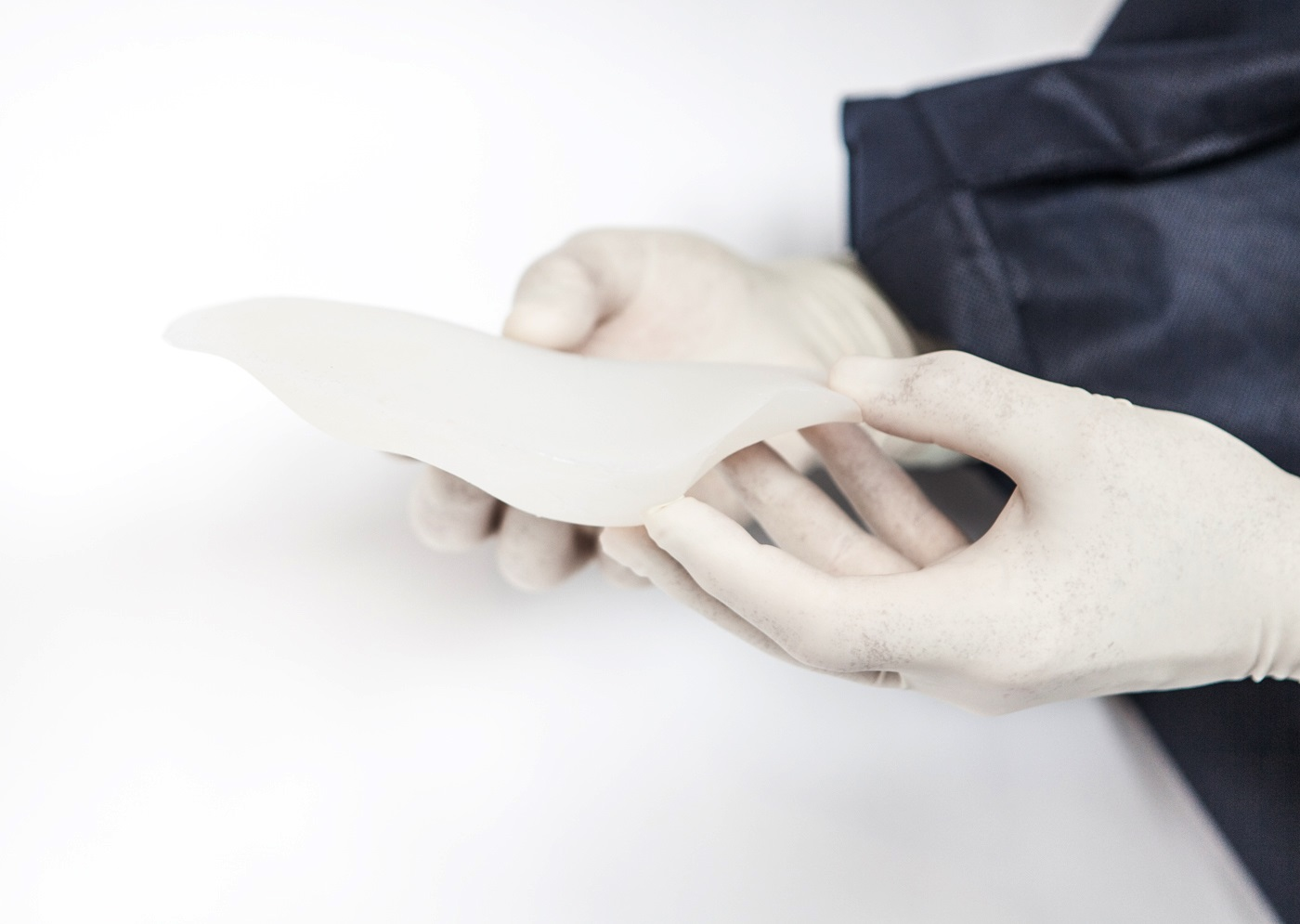
Impianto di silicone per petto escavato

L'intervento viene eseguito in anestesia generale e dura circa un'ora. Il chirurgo pratica un'incisione di circa sette centimetri, prepara lo spazio all'interno del petto, inserisce l'impianto in profondità sotto il muscolo, quindi sutura l'incisione. La degenza ospedaliera post-operatoria è di circa tre giorni. Durante il decorso post-operatorio, in genere sono sufficienti antidolorifici leggeri. Dopo l'intervento, la procedura prevede la necessità di indossare una medicazione chirurgica per diversi giorni e un gilet contenitivo per un mese. A una settimana dall'intervento, viene programmata una visita di controllo per l'incisione del sieroma. Se l'intervento chirurgico presenta solo complicanze minime, il paziente può tornare rapidamente alle normali attività, riprendendo il lavoro dopo 15 giorni e la pratica di qualsiasi attività sportiva dopo tre mesi.

#### Lipofilling
La tecnica del "lipofilling" consiste nell'aspirare il grasso del paziente mediante una siringa con un ago di calibro grande (solitamente dall'addome o dall'esterno coscia), per poi procedere, previa centrifugazione, a re-iniettare le cellule adipose per via sottocutanea nelle cavità da riempire. Questa tecnica si utilizza principalmente per correggere piccoli difetti persistenti in seguito al trattamento chirurgico convenzionale.